# Posterholt
Posterholt (Limburgs: Postert) is een kerkdorp in Nederlands-Limburg gelegen op circa 10 kilometer ten zuidoosten van de stad Roermond en aan de Duitse grens. Het is met circa 3.995 inwoners de op één na grootste plaats van de gemeente Roerdalen.
De Midden-Limburgse plaats was tot 1991 tevens een zelfstandige gemeente. Voor de Franse tijd vormde Posterholt samen met het buurdorp Vlodrop een schepenbank.

## Etymologie
De naam Posterholt betekent letterlijk 'hogergelegen bos'.

## Geschiedenis

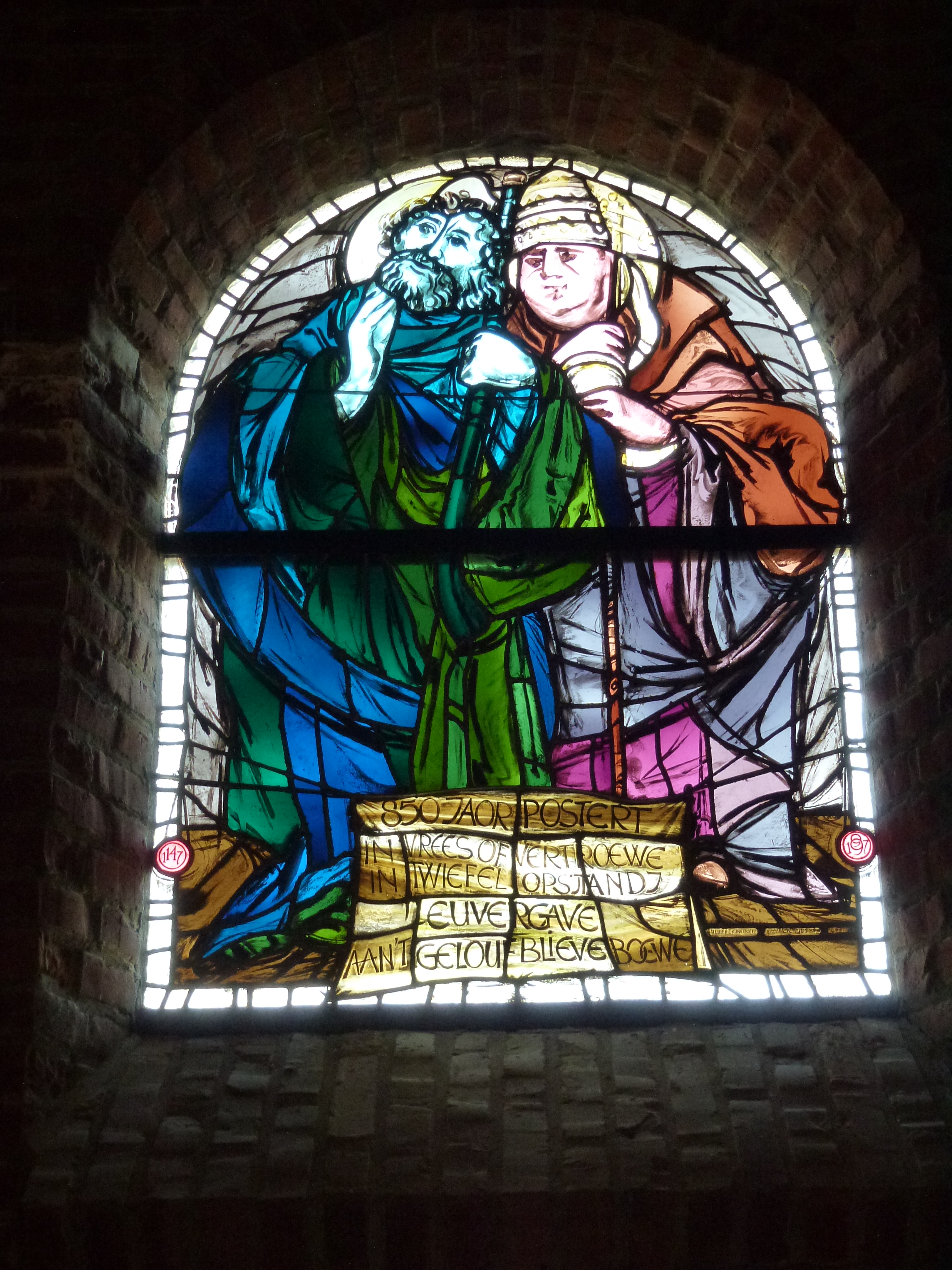
850 jaar Posterholt, glasraam in de kerk

De oudste vermelding van de naam Posterholt wordt teruggevonden in een akte uit het jaar 1147. In deze akte staat dat Hendrik II van Leyen, bisschop van Luik, verklaart dat Luchardis van Mereheim en haar zonen zes hoeven te Posterholt en twee hoeven te Linne aan de proosdij Meerssen hebben geschonken. Sporen van eerdere bewoning tonen aan dat het gebied reeds ver voor het begin van de jaartelling bewoond moet zijn geweest.
Posterholt deelt een geschiedenis met buurdorp Vlodrop; eertijds hadden zij samen één parochie. In navolging hiervan werd in 1277 tevens een gezamenlijke schepenbank gevormd. Deze schepenbank maakte deel uit van het Gelderse ambt Montfort.
Na de Franse tijd (1795-1815) kreeg het dorp een eigen gemeentebestuur. 

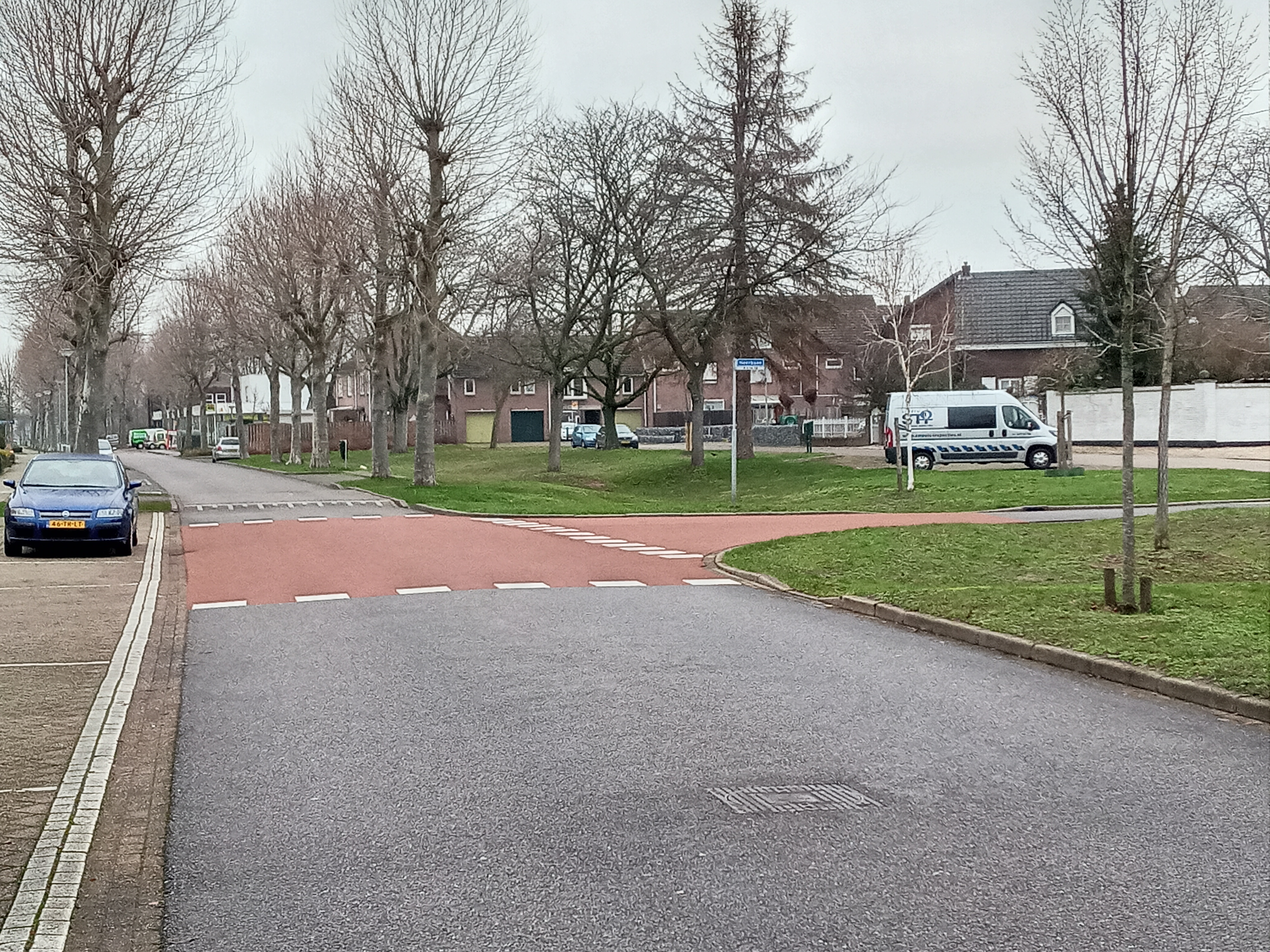
Plaats waar tramhalte Posterholt Dorp zich bevond.

Van 1916 tot 1932 liep door het dorp de tramlijn Roermond - Vlodrop. De lijn liep aan de zuidkant van de weg van Sint Odiliënberg. Aan de westkant van het dorp kruiste de lijn deze weg en liep langs de veldweg ten noorden van de huizen langs de bebouwde kom, nu Heerbaan geheten. Net voor de rijksgrens kwam de lijn weer bij de hoofdweg en ging daarna over de Bakhuisweg naar Vlodrop. Van west naar oost waren er vier haltes: Thegels, Klooster, Dorp en Grens. Zowel bij halte Grens en Dorp was een driesporige wisselplaats en halte Dorp had bovendien een weegbrug en wachtlokaal. Er reden dagelijks vier trams in beide richtingen en een rit van halte Dorp naar Station Roermond duurde zo’n veertig minuten.
Posterholt was zelfstandig tot de gemeentelijke herindeling van 1991, waarbij Posterholt, Montfort en Sint Odiliënberg samen onder één nieuw gemeentebestuur kwamen. Aanvankelijk kreeg de gemeente de naam 'Posterholt', maar op 1 februari 1994 werd de gemeentenaam officieel gewijzigd in 'Ambt Montfort', naar het historische bestuursdistrict. Deze is op haar beurt weer opgegaan in de nieuwe gemeente 'Roerdalen' bij de herindeling van 2007.

## Bezienswaardigheden
- De Sint-Matthiaskerk van 1951.
- Mariakapel
- Kruiskapel Op de Donk
- Vakwerkhuisje aan Burgemeester Geradtsstraat 3, uit het eerste kwart van de 19e eeuw.
- Bolberg, nabij de Heinsbergerweg, een oude motteheuvel
- Kasteel Aerwinkel, van 1856
- Grafkapel Geradts-Regout, van 1865, op de begraafplaats

Zie ook
- Lijst van rijksmonumenten in Posterholt
- Lijst van gemeentelijke monumenten in Posterholt

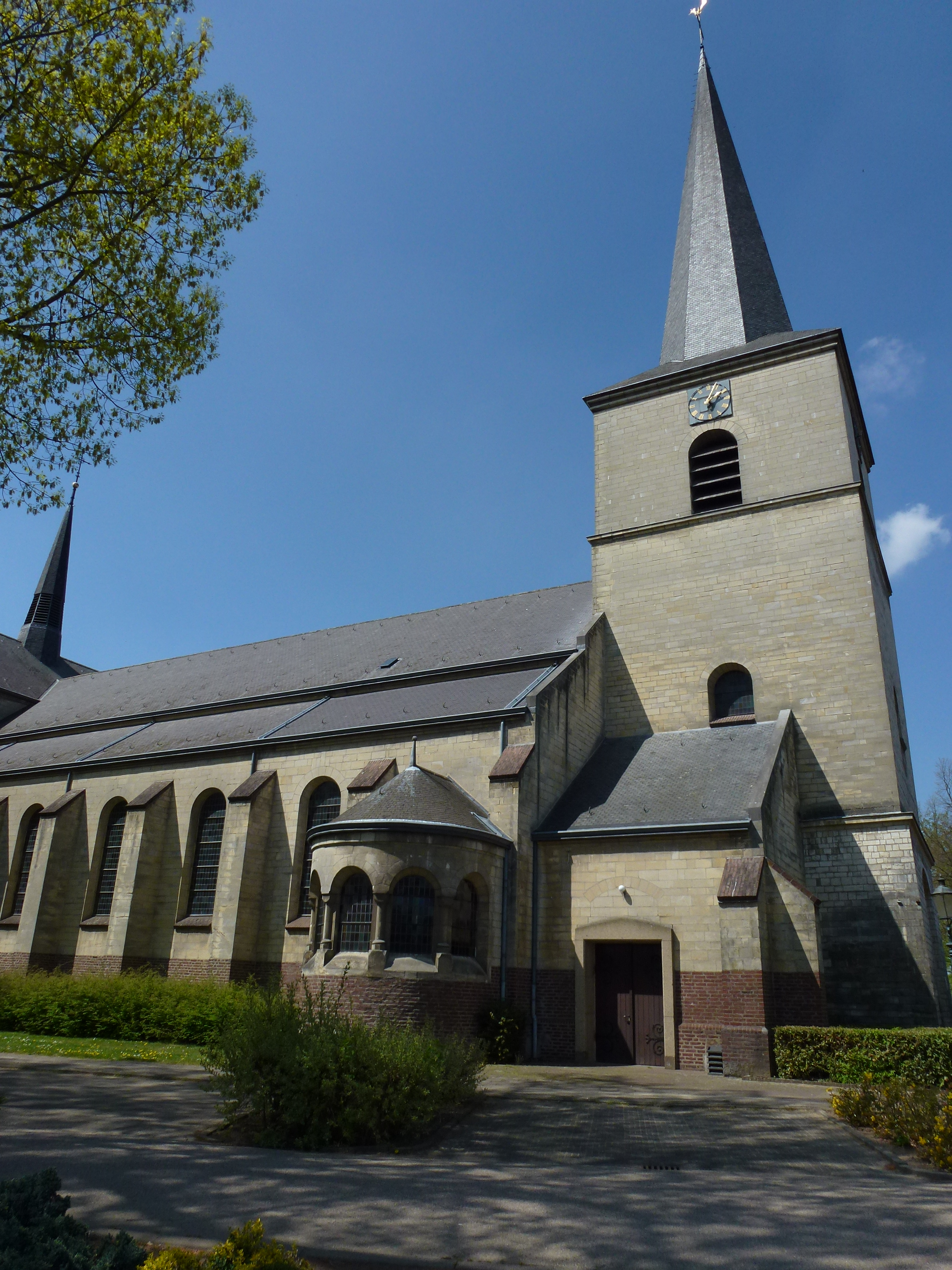
Huidige kerk, zijaanzicht
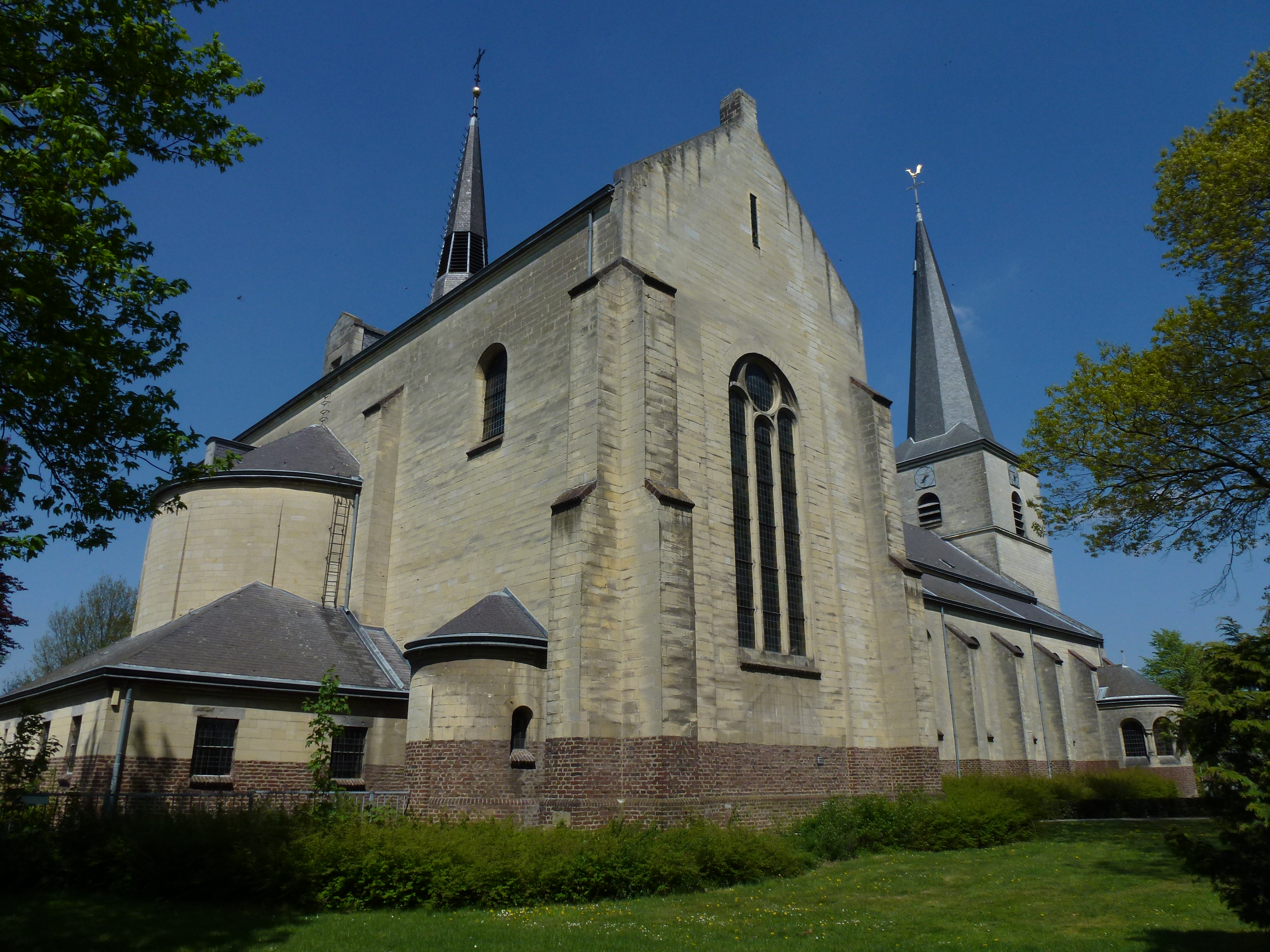
Huidige kerk, achteraanzicht
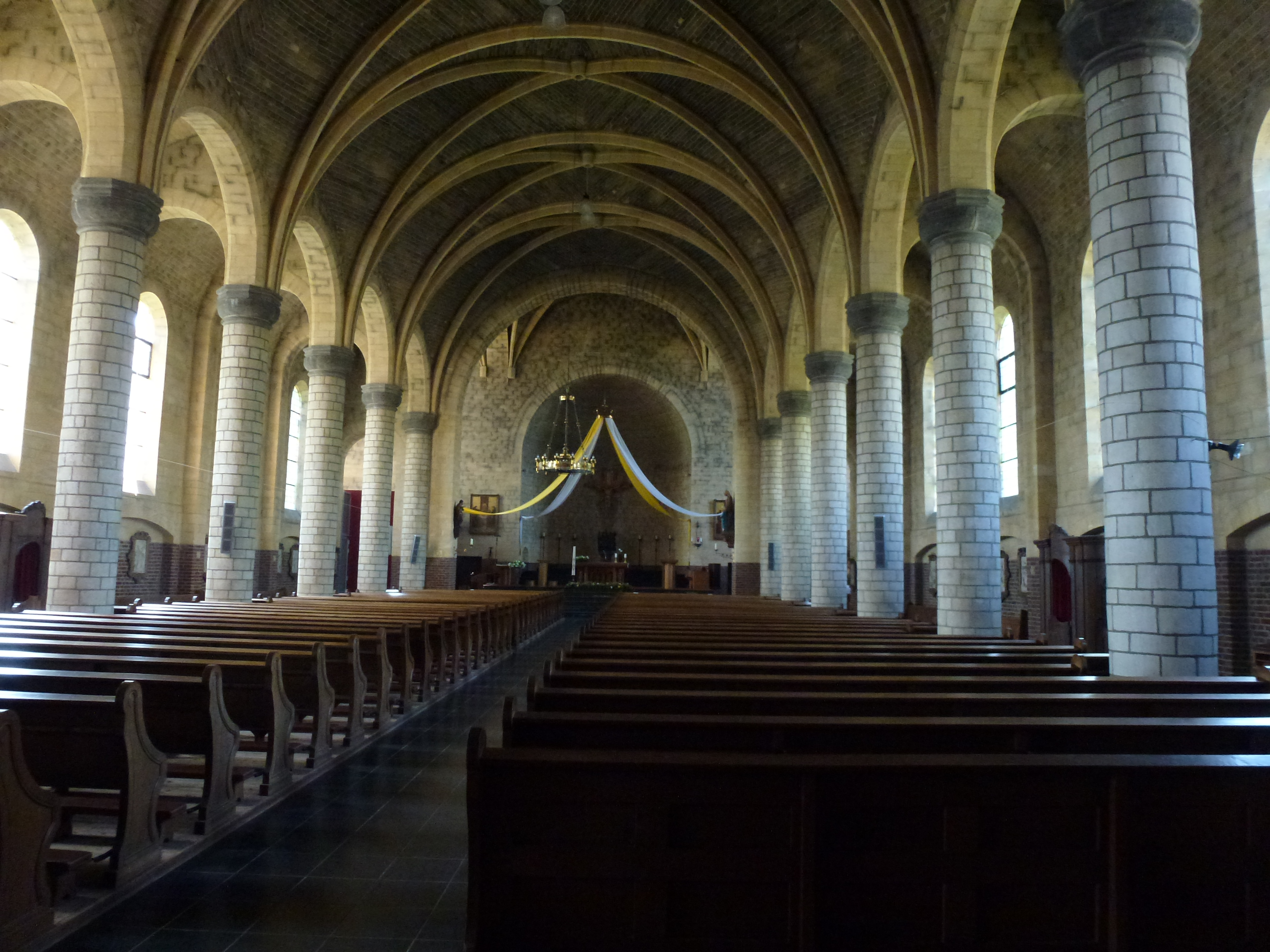
Huidige kerk, interieur
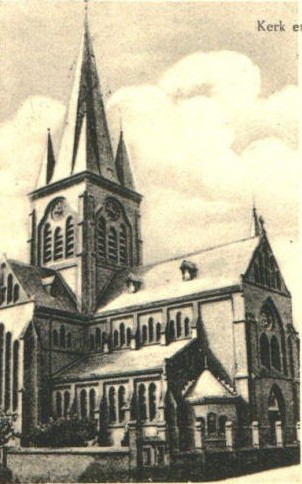
Verdwenen kerk (foto 1911)

## Economie
Posterholt bezat de Textielfabriek "Posterholt" aan de Heinsbergerweg 65, gebouwd in 1932. De fabriek was eind jaren '60 van de 20e eeuw nog in werking, maar heeft sindsdien de productie gestaakt.
Van 1923 dateert de vestiging van Geelen Beton, waar systeemvloeren worden vervaardigd. Deze is (2016) nog steeds actief als familiebedrijf.

## Geografie en topografie

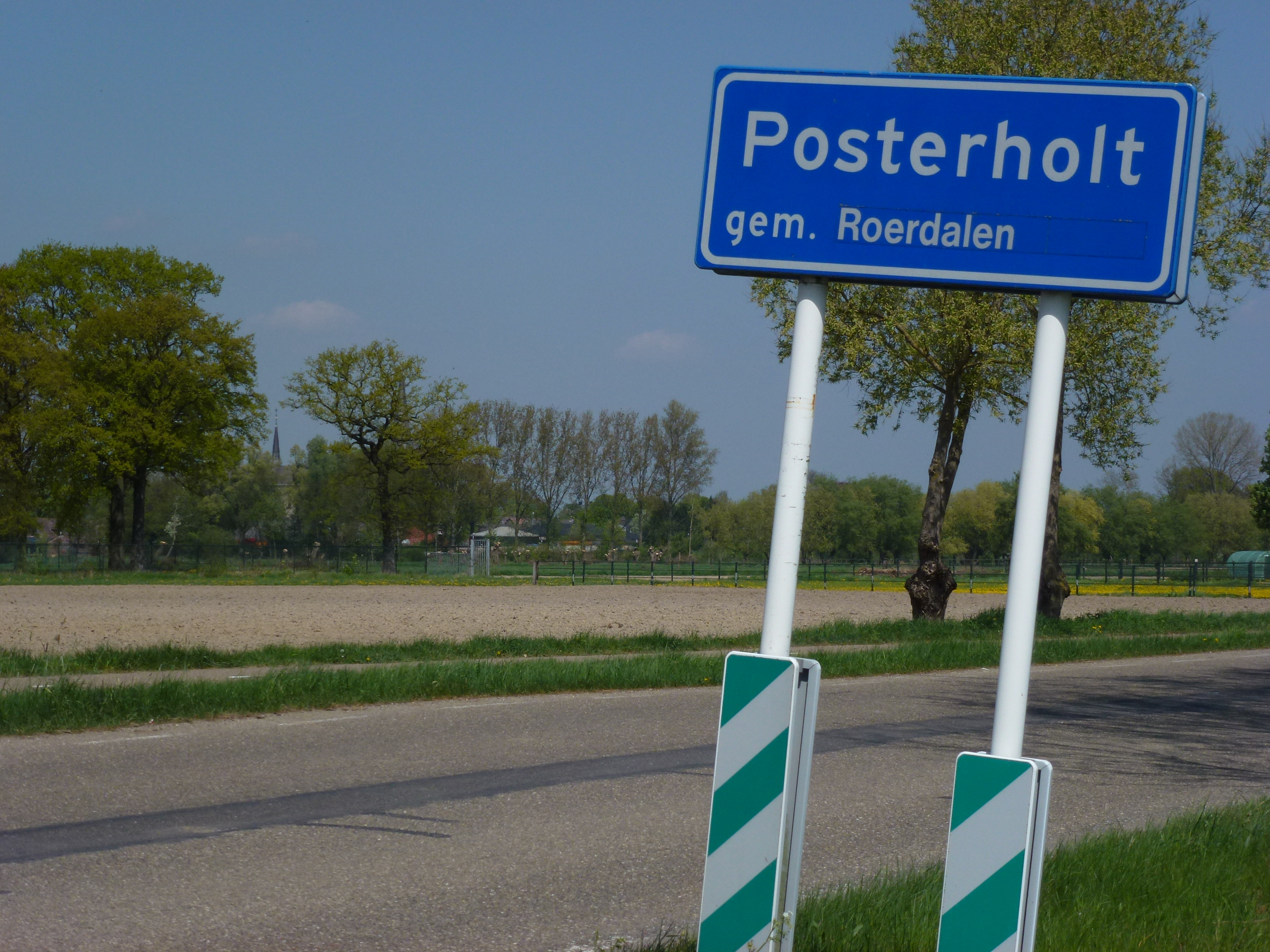
Plaatsnaambord

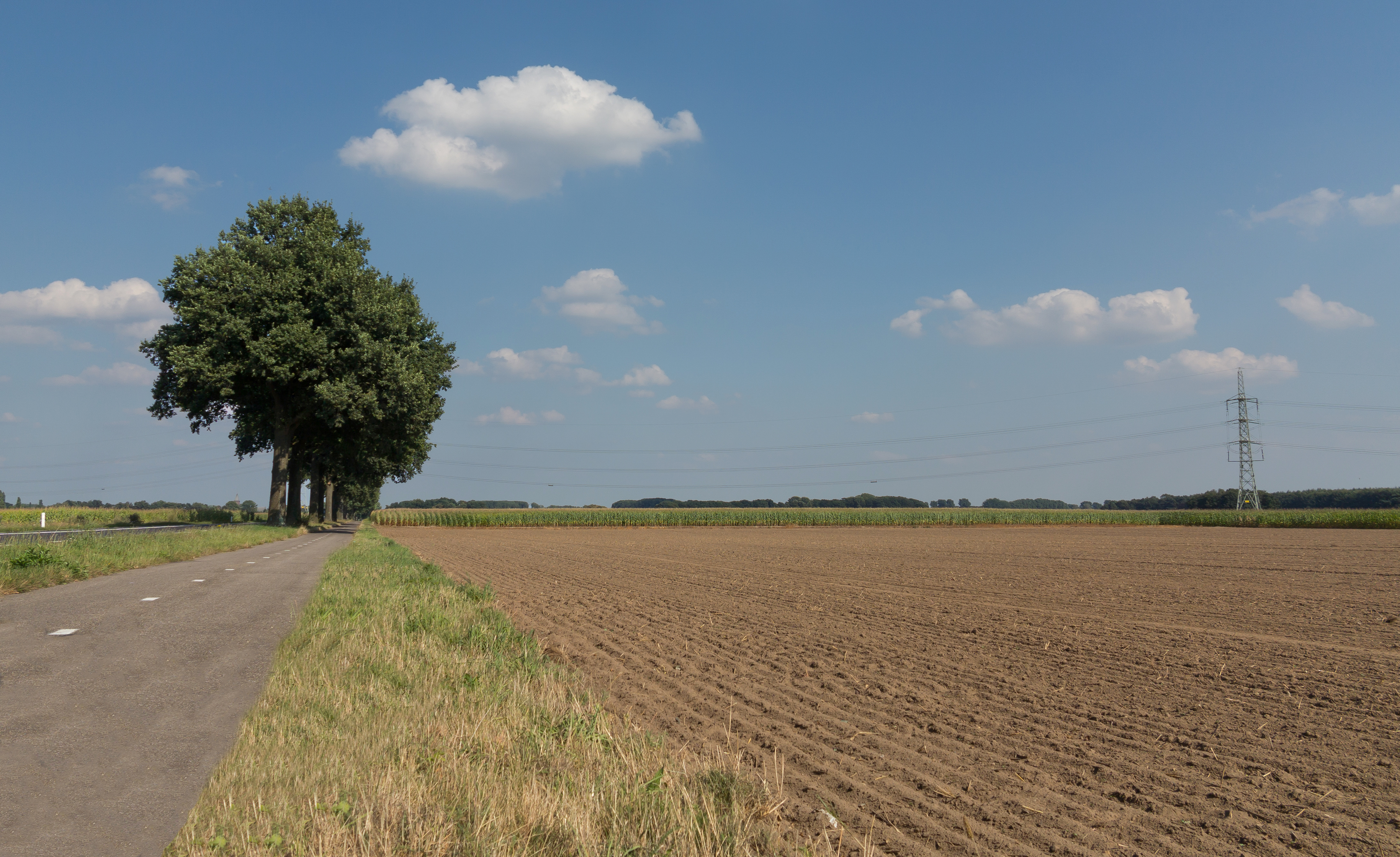
Wegpanorama bij Posterholt

Posterholt ligt vlak aan grens met Duitsland, die ten oosten van de plaats loopt. Aan de overzijde van de grens ligt het dorp Karken, dat bij de gemeente Heinsberg hoort. Op ruim 3 kilometer in noordelijke richting ligt (gemeten vanuit het dorpscentrum) Vlodrop en op 3 kilometer ten westen Sint Odiliënberg. Aan de andere zijden van Posterholt ligt vrij uitgestrekt bosgebied, het dichtstbijzijnde kerkdorp (Maria Hoop) ligt op een afstand van ruim 6 kilometer.
Posterholt ligt in het middenterras van de Maas, op een hoogte van ongever 30 meter.
De omgeving van het dorp is afwisselend landelijk (agrarisch) en bosrijk. In de omringende bossen is een vakantiebungalowpark aangelegd en bevindt zich het monumentale Kasteel Aerwinkel. De bossen, voornamelijk bestaand uit naaldbomen, zijn gegroeid op zandgronden die tot duinen zijn verstoven. Er is in dit gebied veel reliëf, met hoogteverschillen tot maximaal 20 meter. Vooral het Munningsbos ten westen, en het Annendaalsbos in het zuiden kunnen worden genoemd. Daarnaast liggen rond het dorp de landbouwgebieden het Holster-, Vlodropper- en Voorsterveld. Langs het dorp stromen de Leigraaf en, iets zuidelijker, de Vlootbeek, die vlak over de Duitse grens ontspringt en bij Linne in de Maas uitmondt.

### Buurtschappen
Door de groei van de woonplaats zijn de voormalige buurtschappen de Donk en de Winkel volledig opgegaan in het dorp. Deze lagen ook langs de vroegere provinciale weg. In het buitengebied van Posterholt zijn thans nog de buurtschappen de Borg, de Holst en de Varst te onderscheiden.

## Karakteristiek
Posterholt was voor de Tweede Wereldoorlog een typisch lintdorp met een sterk landelijk karakter, gesitueerd langs de vroegere doorgaande weg tussen de steden Roermond en Heinsberg en in een kwartcirkel langs de beek de Leigraaf. Na de oorlog zijn diverse nieuwbouwwijken gerealiseerd die voor een sterke groei hebben gezorgd en Posterholt meer tot een forensenplaats hebben gemaakt. Van lintbebouwing is amper sprake meer, maar de plaats heeft zijn langgerekte karakter behouden. De lengte bedraagt 4 tot 5 kilometer tegenover niet meer dan een 500 meter breedte. De nieuwbouw ligt enkel aan de noordelijke zijde van het lint, het gebied ten zuiden ervan is te drassig voor woningbouw.
De doorgaande wegen door het dorp zijn noordelijk en oostelijk omgelegd (respectievelijk de N293 en de N274). De N293 verbindt in het westen via Sint Odiliënberg met Roermond en in het oosten met Heinsberg. De N274 loopt in zuidelijke richting via Koningsbosch naar Brunssum.
Bij Posterholt lag in de 17e eeuw de Watermolen bij kasteel Annendael.

## Bevolking
Het postcodegebied van Posterholt telde in 2023 3.995 inwoners. Hiervan woonden er ongeveer 3500 in het dorp zelf en ongeveer 500 in het buitengebied (inclusief buurtschappen).
Onderstaande tabel geeft de demografische evolutie van Posterholt tussen 1995 en 2019 (afgerond op tientallen) weer.
| 1995 | 1997 | 1999 | 2001 | 2003 | 2004 | 2005 | 2006 | 2007 | 2014 | 2019 | 2021 |
| ---- | ---- | ---- | ---- | ---- | ---- | ---- | ---- | ---- | ---- | ---- | ---- |
| 4320 | 4320 | 4320 | 4300 | 4300 | 4280 | 4270 | 4280 | 4420 | 4120 | 4000 | 3930 |

## Verenigingen

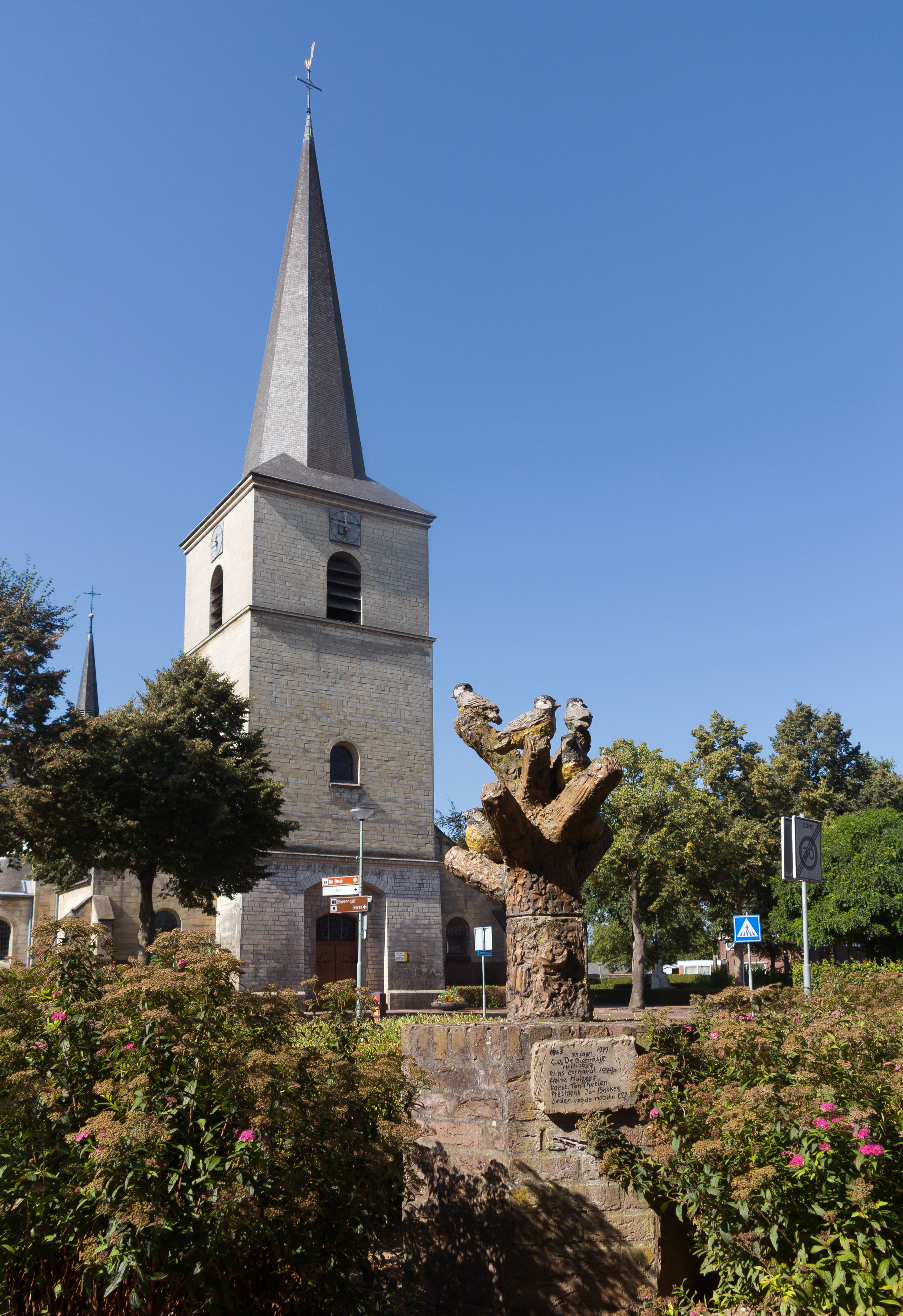
Carnavals-sculptuur met de Sint-Matthiaskerk

Het dorp heeft verschillende verenigingen en overige instellingen, waaronder:
- Harmonie Wilhelmina Posterholt
- Voetbalvereniging Oranje Blauw 15
- Tennisvereniging LTC Potec Posterholt
- Schietclub De Sport (schietclub) De Sport
- Dansclub Jazz studio move on
- Dansclub Dancebeat
- Jeugdvereniging Roncalli
- Jeugdvereniging Meisjesgilde
- KindervakantieWerk KVW Posterholt
- Carnavalsvereniging De Biemosje
- Jeugd-carnavalsvereniging De Dorsjvlaegels
- Kinder-carnavalsvereniging De Feesnaeskes
- Taekwondo-vereniging Hwarang
- Automobielclub P.A.C (Secretariaat buiten Posterholt)
- Volleybalvereniging vc voluntas
- Schutterij St. Mathias & Cornelius
- Hengelsportvereniging Posterholt en St.Odilienberg.
- Toneelvereniging Kunst en Vermaak Posterholt.

## Nabijgelegen kernen
Vlodrop, Karken, Haaren, Maria Hoop, Sint Odiliënberg

## Geboren in Posterholt
Antoon Konings (1910 - 1991), Bisschop van Keta, Ghana